# Windows NT
Windows NT je v informatice označení pro řadu 32 a 64bitového operačního systému firmy Microsoft, které jsou určeny pro osobní počítače IBM PC kompatibilní (s procesory IA-32 a novějšími). Jedná se o první systém firmy Microsoft, který používá preemptivní multitasking a ochranu paměti, což umožňuje zajistit stabilitu systému i při pádu aplikace. První verze systémů obsahovaly v názvu přívlastek NT (anglicky New Technology, tj. nová technologie), avšak později se firma rozhodla dále toto označení nepoužívat a dále jsou voleny různé obchodní názvy (viz níže v tabulce sloupec Jméno produktu).
V celkových prodejích jsou operační systémy z rodiny Windows NT od roku 2015 na třetím místě za systémy Android a iOS.

## Charakteristika

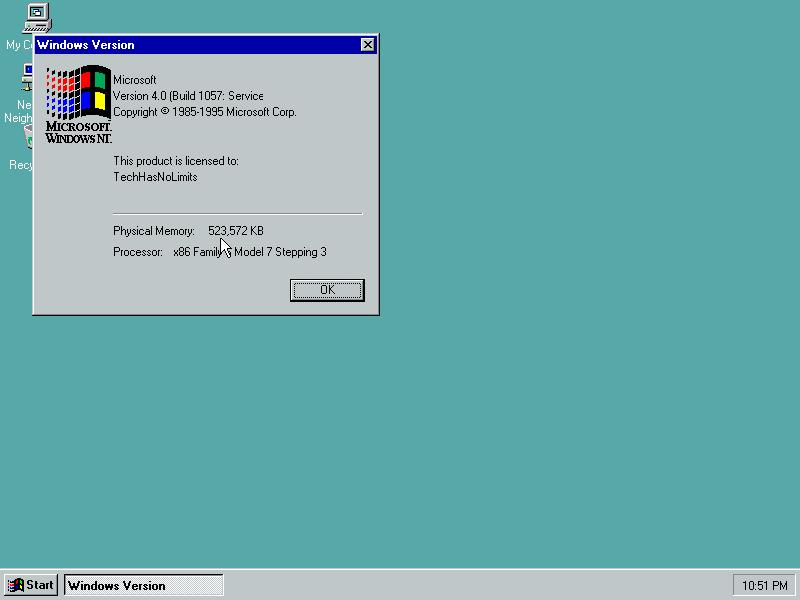
Počítač se systémem Windows NT 3.51 Service Pack 5 s technologií New Shell.

Windows NT je původní systém firmy Microsoft, který plně využívá schopnosti procesorů IA-32 a novějších (tj. od Intel 80386 poskytujících 32bitový chráněný režim) a je tak z definice skutečným operačním systémem. Podporuje preemptivní multitasking, takže jádro operačního systému neztrácí kontrolu nad počítačem a ani chybně naprogramovaná spuštěná úloha nemůže[zdroj?] negativně ovlivnit běh celého systému (na rozdíl od 16bitového systému MS-DOS a 16bitové řady Windows, tj. Windows 1.0 až Windows ME).
V době uvedení prvního systému Windows NT 3.1 na trh (1993) byla prodávána verze pro 32bitové procesory IA-32 (tj. Intel 80386 a kompatibilní procesory od společnosti AMD atp.) pro počítače IBM PC kompatibilní. K dispozici byla též verze pro 64bitový procesor Itanium od firmy Intel, který měl odlišnou instrukční sadu a programy určené pro PC na něm fungovaly pouze v emulovaném režimu, takže byly velmi pomalé a verze pro Itanium byla dále podporována jen pro serverovou řadu. Prodávána byla i verze pro 64bitové procesory DEC Alpha, avšak na nich Windows NT běžely v pomalém emulovaném 32bitovém režimu, a proto byly také posléze staženy z trhu. Oficiální verze pro 64bitové procesory zpětně kompatibilní s 32bitovými procesory Intel byla vydána až v roce 2005 (Windows XP Professional x64 Edition).
Windows 10 měly být poslední verzí, která se jen bude aktualizovat. Přesto vyšla verze Windows 11, ale ta je také označována jako NT 10.0, avšak Windows 10 podporu ztratí.

## Historie
Windows NT byly původně společný projekt firem Microsoft a IBM, jehož výsledkem měl být systém OS/2 3.0 (též označovaný jako NTOS/2). Po komerčním úspěchu systému Windows 3.0 však Microsoft přenesl jejich aplikační rozhraní (API) do právě vznikajícího systému (tzv. Windows API, dříve Win32). Tím došlo mezi spolupracujícími firmami k rozkolu a efektivně ke vzniku dvou samostatných systémů – Windows NT a firmou IBM dále vyvíjeného OS/2. Pro vývoj jádra systému Microsoft najal skupinu vývojářů z Digital Equipment Corporation, mnoho prvků Windows NT je proto značně inspirováno operačním systémem VMS. Mezi systémy Windows NT a OS/2 byla nějakou dobu vysoká kompatibilita, protože firma IBM do OS/2 zapracovávala aplikační rozhraní Windows 3.x, a tak programy určené pro Microsoft Windows mohly snadno běžet i v prostředí OS/2. Avšak s příchodem Windows 95 již Microsoft firmě IBM nedovolil použití novějšího Windows API a efektivně využil převahy na trhu osobních počítačů IBM PC, takže vývoj systému OS/2 byl ve firmě IBM později úplně zastaven pro nezájem zákazníků.

## Přehled verzí
| Verze NT | Jméno produktu         | Varianty produktu                                                                               | Datum vydání      | Build                      | Ukončení (rozšířené) podpory |
| -------- | ---------------------- | ----------------------------------------------------------------------------------------------- | ----------------- | -------------------------- | ---------------------------- |
| NT 3.1   | Windows NT 3.1         | Workstation, Advanced Server                                                                    | 27. července 1993 | 528                        | 31. prosince 2001            |
| NT 3.5   | Windows NT 3.5         | Workstation, Server                                                                             | 21. září 1994     | 807                        | 31. prosince 2001            |
| NT 3.51  | Windows NT 3.51        | Workstation, Server                                                                             | 30. května 1995   | 1057                       | 31. prosince 2001            |
| NT 4.0   | Windows NT 4.0         | Workstation, Server, Server Enterprise Edition, Terminal Server, Embedded                       | 24. srpna 1996    | 1381                       | 30. června 2004              |
| NT 5.0   | Windows 2000           | Professional, Server, Advanced Server, Datacenter Server                                        | 17. února 2000    | 2195                       | 13. července 2010            |
| NT 5.1   | Windows XP             | Home, Professional, IA-64, Media Center (2002, 2003, 2004 & 2005), Tablet PC, Starter, Embedded | 24. srpna 2001    | 2600                       | 8. dubna 2014                |
| NT 5.2   | Windows Server 2003    | Standard, Enterprise, Datacenter, Web, Small Business Server                                    | 24. dubna 2003    | 3790                       | 14. července 2015            |
| NT 5.2   | Windows XP (x64)       | Professional x64 (64bitová verze)                                                               | 25. dubna 2005    | 3790                       | 8. dubna 2014                |
| NT 5.2   | Windows Server 2003 R2 | Standard, Enterprise, Datacenter, Web, Storage, Small Business Server, Compute Cluster          | 6. prosince 2005  | 3790                       | 14. července 2015            |
| NT 6.0   | Windows Vista          | Starter, Home Basic, Home Premium, Business, Enterprise, Ultimate, Home Basic N, Business N     | 30. ledna 2007    | 6000 6001 (SP1) 6002 (SP2) | 11. dubna 2017               |
| NT 6.0   | Windows Server 2008    | Foundation, Standard, Enterprise, Datacenter, Itanium, Web Server, HPC Server                   | 27. února 2008    | 6001 6002 (SP2)            | 14. ledna 2020               |
| NT 6.1   | Windows 7              | Starter, Home Basic, Home Premium, Professional, Enterprise, Ultimate                           | 22. října 2009    | 7600 7601 (SP1)            | 14. ledna 2020               |
| NT 6.1   | Windows Server 2008 R2 | Foundation, Standard, Enterprise, Datacenter, Itanium, Web Server, HPC Server                   | 22. října 2009    | 7600 7601 (SP1)            | 14. ledna 2020               |
| NT 6.2   | Windows 8              | Windows 8, Windows 8 Pro, Windows 8 Enterprise, Windows RT                                      | 26. října 2012    | 9200                       | 12. ledna 2016               |
| NT 6.2   | Windows Phone 8        |                                                                                                 | 30. října 2012    | 9900                       |                              |
| NT 6.2   | Windows Server 2012    | Foundation, Essentials, Standard, Datacenter                                                    | 4. září 2012      | 9200                       | 10. října 2023               |
| NT 6.3   | Windows 8.1            | Windows 8.1, Windows 8.1 Pro, Windows 8.1 Enterprise, Windows RT 8.1                            | 17. října 2013    | 9600                       | 10. ledna 2023               |
| NT 6.3   | Windows Server 2012 R2 | Foundation, Essentials, Standard, Datacenter                                                    | 18. října 2013    | 9600                       | 10. října 2023               |
| NT 6.4   | Windows 10TP           | Windows 10 Technical Preview do buildu 9879                                                     | září 2014         | 9879                       | leden 2029                   |
| NT 10.0  | Windows 10             | Home, Pro, Pro Education, Enterprise, Education, IoT Core, Mobile, Mobile Enterprise            | 29. července 2015 | 10240                      | 14. října 2025               |
| NT 10.0  | Windows Server 2016    | Essentials, Standard, Datacenter, Multipoint Premium Server, Storage Server, Hyper-V Server     | 12. října 2016    | 14393                      | 12. ledna 2027               |
| NT 10.0  | Windows Server 2019    |                                                                                                 | 2. října 2018     |                            | 9. ledna 2029                |
| NT 10.0  | Windows Server 2022    |                                                                                                 | 18. srpna 2021    |                            | 14. října 2031               |
| NT 10.0  | Windows 11             | Home, Pro, Pro for Workstations, Enterprise                                                     | 5. října 2021     | 22000                      | 9. září 2031                 |
| NT 10.0  | Windows Server 2025    | Essentials, Standard, Datacenter, Multipoint Premium Server, Hyper-V Server                     | 1. listopadu 2024 | 26100                      | 10. října 2034               |